# Chan Chin-wei
Chan Chin-wei (Kaohsiung, 8 gennaio 1985) è una tennista taiwanese.

## Statistiche WTA

### Doppio

#### Vittorie (1)
| Legenda               |
| --------------------- |
| Grande Slam (0)       |
| Ori Olimpici (0)      |
| WTA Championships (0) |
| Premier Mandatory (0) |
| Premier 5 (0)         |
| Premier (0)           |
| International (0)     |

| N. | Data              | Torneo                  | Superficie | Compagna | Avversarie in finale             | Punteggio |
| 1. | 22 settembre 2013 | Hansol Korea Open, Seul | Cemento    | Xu Yifan | Raquel Kops-Jones Abigail Spears | 7-5, 6-3  |

#### Sconfitte (2)
| Legenda: Prima del 2009 | Legenda: Dal 2009     |
| ----------------------- | --------------------- |
| Grande Slam (0)         |                       |
| Ori Olimpici (0)        |                       |
| WTA Championships (0)   |                       |
| Tier I (0)              | Premier Mandatory (0) |
| Tier II (0)             | Premier 5 (0)         |
| Tier III (0)            | Premier (0)           |
| Tier IV (1)             | International (1)     |

| N. | Data              | Torneo                                       | Superficie | Compagna          | Avversarie in finale                           | Punteggio        |
| 1. | 5 agosto 2007     | Nordea Nordic Light Open, Stoccolma          | Cemento    | Tetjana Lužans'ka | Anabel Medina Garrigues Virginia Ruano Pascual | 1-6, 7-5, [6-10] |
| 2. | 24 settembre 2011 | Guangzhou International Women's Open, Canton | Cemento    | Han Xinyun        | Hsieh Su-wei Zheng Saisai                      | 2-6, 1-6         |

## Circuito WTA 125

### Doppio

#### Vittorie (1)
| N. | Data             | Torneo                     | Superficie | Compagna         | Avversarie in finale   | Punteggio        |
| 1. | 6 settembre 2014 | Suzhou Ladies Open, Suzhou | Cemento    | Chuang Chia-jung | Misa Eguchi Eri Hozumi | 6-1, 3-6, [10-7] |

#### Sconfitte (3)
| N. | Data              | Torneo                                                  | Superficie | Compagna     | Avversarie in finale            | Punteggio        |
| 1. | 27 luglio 2014    | Jiangxi International Women's Tennis Open, Nanchang     | Cemento    | Xu Yifan     | Chuang Chia-jung Junri Namigata | 6(4)-7, 3-6      |
| 2. | 2 agosto 2015     | Jiangxi International Women's Tennis Open, Nanchang (2) | Cemento    | Wang Yafan   | Chang Kai-chen Zheng Saisai     | 3-6, 6-4, [3-10] |
| 3. | 13 settembre 2015 | Dalian Women's Tennis Open, Dalian                      | Cemento    | Darija Jurak | Zhang Kailin Zheng Saisai       | 3-6, 4-6         |